# 羅伯特·蒙代爾
羅伯特·亞歷山大·蒙代尔（英語：Robert Alexander Mundell，1932年10月24日—2021年4月3日），加拿大經濟學家，1999年諾貝爾經濟學獎得主，促成歐元的誕生而被譽為「歐元之父」。他主要的学术成就有动态货币领域的开创性研究并提出最优货币区理论，推动供给侧经济学的发展并为欧元的诞生奠定了基础。除此之外，还有蒙代尔-弗莱明模型和蒙代尔-托宾效应。

## 生平
蒙代尔出生於加拿大安大略省的金斯頓，在溫哥華的英屬哥倫比亞大學完成经济学学士後，赴英國倫敦政經學院以及美國麻省理工學院深造，於1956年取得博士。在2006年，蒙代尔獲滑鐵盧大學頒發法学名誉博士。从1965年到1972年，他担任芝加哥大学经济学教授和《政治经济学》的杂志编辑。之后两年担任滑鐵盧大學经济系系主任，从1974起，作为经济学教授任职于哥伦比亚大学。他也作为经济学教授在麥吉爾大學任职。
此外，蒙代尔教授曾任職史丹佛大學、約翰霍普金斯大學、國際貨幣基金組織、香港中文大學、日内瓦高级国际关系及发展学院，曾任南开大学深圳金融工程学院名誉院长。
曾在2008年12月于广州市建议中国政府向中国公民发放一万亿消费券及向企业大幅减税的办法，以拉动全球金融危机时期中中国经济需求和刺激消费，“中国应该率先这样做。如果成功了，可以给當時的美国总统奥巴马一个信号，让他知道美国也可以这样做”。

## 职业经历
在1957年芝加哥大学進行博士後的職務後，孟岱爾赴史丹佛大学教授经济学。之后在1959至1961年期间在约翰·霍普金斯大学的保罗·尼采高等国际研究院教授经济学。1961年在国际货币基金组织任职，在1966年到1971年期间，蒙代尔作为芝加哥大学的经济学教授回到学术界，之后一直到1975年在日内瓦的国际研究学院作为夏季兼职教授。孟岱爾自1974年起於美國哥伦比亚大学擔任经济系教授，2001年被哥倫比亞大學賦予最高職級。在1989年，他被麥吉爾大學任命为经济学教授。在20世纪70年代，通过他在货币动态和最优货币形式的开创性研究，他为欧元的诞生奠定了基础。并因此获得了1999年的诺贝尔经济学奖。在此期间，他继续担任联合国、国际货币基金组织、世界银行、欧盟委员会、美国联邦储备委员会、美国财政部、加拿大政府以及其他国家的经学顾问。2009年至今出任香港中文大学博文讲座教授。
他的主要学术贡献如下：
- 提出最优货币区理论
- 推动欧元的发展
- 帮助开展供给侧经济学
- 研究历史上金本位制度在不同时代的运作
- 成功预测20世纪70年代的通货膨胀
- 蒙代尔-弗莱明模型
- 蒙代尔-托宾效应（英语：Mundell-Tobin effect）

## 学术荣誉
蒙代尔在1971年和1999年分别被授予古根漢奖学金、诺贝尔经济学奖，在2001年被授予加拿大荣誉勋章
在1992年，蒙代尔被授予巴黎大学的荣誉博士学位。除此之外，蒙代尔亦被布鲁金斯学会、芝加哥大学、南加州大学、麥吉爾大學、宾夕法尼亚大学、约翰·霍普金斯大学SAIS欧洲部和中国人民大学授予教授职称和奖金。在1998年成为美国艺术与科学学院会员，在2005年6月在德国基尔被世界经济学研究院授予全球经济学奖，同年夏季，被意大利唐卡罗亲王卡洛斯·烏戈授予''Cavaliere di Gran Croce del Reale Ordine del Merito sotto il Titolo di San Ludovico''称号。
中国北京中关村区的蒙代尔国际企业家大学以他的名字命令。

## 经济学主张
虽然蒙代尔最为出名的是他的减税和供给侧经济学理论，但是瑞典中央银行是因为他在货币和国际贸易中的汇率两个领域所做的工作。才授予蒙代尔瑞典中央银行纪念阿尔弗雷德·诺贝尔经济学奖。尽管如此，在他的获奖演讲中还是着重阐述了供给侧经济学。
上世纪60年代，蒙代尔的出生地加拿大政府还没有调控汇率，这是从30年代斯德哥尔摩经济学院成功游说瑞典放弃金本位制度以来就不常见的现象。而这使得蒙代尔开始研究浮动汇率制度下宏观经济的不同结果。
在1962年，和另一位经济学家马库斯·弗莱明联合提出宏观汇率调控的蒙代尔-弗莱明模型，并指出同时拥有国内自主权、固定汇率和自由资本流动三者的国家是不存在的。实际上，这个模型是应用于货币汇率IS-LM模型的延伸。
根据蒙代尔的分析：
- 布雷顿森林体系下的规定更多是基于美联储，而不是金本位制度。
- 在浮动汇率制度下，需求侧的财政政策对于限制中央银行是无效的。
- 在类似的价格稳定水平上，单一货币组成的地区，仅调整货币政策就能满足经济的正常运行。

而他得到结论是，欧洲和美国不同的通货膨胀率部分原因是越南战争，低估黄金的价值以至于货币体系的崩溃导致了布雷顿森林体系的瓦解。在这件事上，与蒙代尔的论点争锋相对的是米尔顿·弗里德曼。
这项工作随后使得欧元得以诞生。他还认为，只要采用高度累进的所得税率，离开布雷顿森林体系就会导致滞胀。在1974年，他主张大幅减税，平摊所得税率。
蒙代尔尽管被经济学保守派备受推崇，但有很多来自激进派的最严厉的批评：他认为与黄金直接挂钩的货币和货币委员会的存在没有必要 (他仍然经常建议这是恶性通货膨胀环境中的一项政策) 。他同时也是财政和收支赤字的鹰派人物，他因为在浮动汇率制度下只能通过扩张收支平衡而增加货币供给的论点而知名。
在2000年他预言，2010年之前，使用欧元的国家数量将会达到50个，而美元将会在整个拉丁美洲通用，亚洲大部分国家则会青睐日元。类似的预言都被证实与事实大相径庭。

## 诺贝尔经济学奖
蒙代尔被授予99年诺贝尔经济学奖，并发表题为“20世纪的新观点”（A Reconsideration of the Twentieth Century）的获奖演讲。根据诺贝尔奖委员会的说法：“因为他关于在不同汇率制度下货币政策和财政政策的研究，以及对最优货币区理论的研究”而授予他诺贝尔经济学奖。
蒙代尔的这次演讲以“国际货币体系仅取决于组成国家的权力分配”為題。他根据不同时期把整个20世纪划分为三部分：
- 第一部分，从世纪初到大萧条为止，经济都是由美联储和金本位所主导。
- 第二部分，从二战开始到1973年结束。这一期间的国际货币体系都被美元固定的黄金价格所主导。
- 第三部分，从旧的货币体系瓦解开始到异常通货膨胀的发生结束。

随着旧的货币体系瓦解，一个崭新国际货币体系再次建立起来，控制每一个国家的通货膨胀，并成为这一领域的主要研究主题。

## 外部連結
维基共享资源上的相關多媒體資源：羅伯特·蒙代爾